# Lewis Spence
James Lewis Thomas Chalmbers Spence (* 25. November 1874 in Forfarshire, Schottland; † 3. März 1955) war ein schottischer Journalist, Schriftsteller und Mythologe, der sich Verdienste als Sammler der schottischen Folklore erworben hat. In Erinnerung geblieben ist er auch als Dichter und Erforscher des Okkulten sowie vor allem durch seine diversen Bücher zum Thema Atlantis. Spence war Fellow des Royal Anthropological Institute of Great Britain and Ireland sowie zeitweilig Vizepräsident der Scottish Anthropological and Folklore Society. Er erwarb den akademischen Grad eines D. Lit. ('Doctor of Letters'; Doktor der Literatur), und 1951 wurde ihm für seine Verdienste um die Literatur eine königliche Pension zugesprochen.

## Leben und Werk

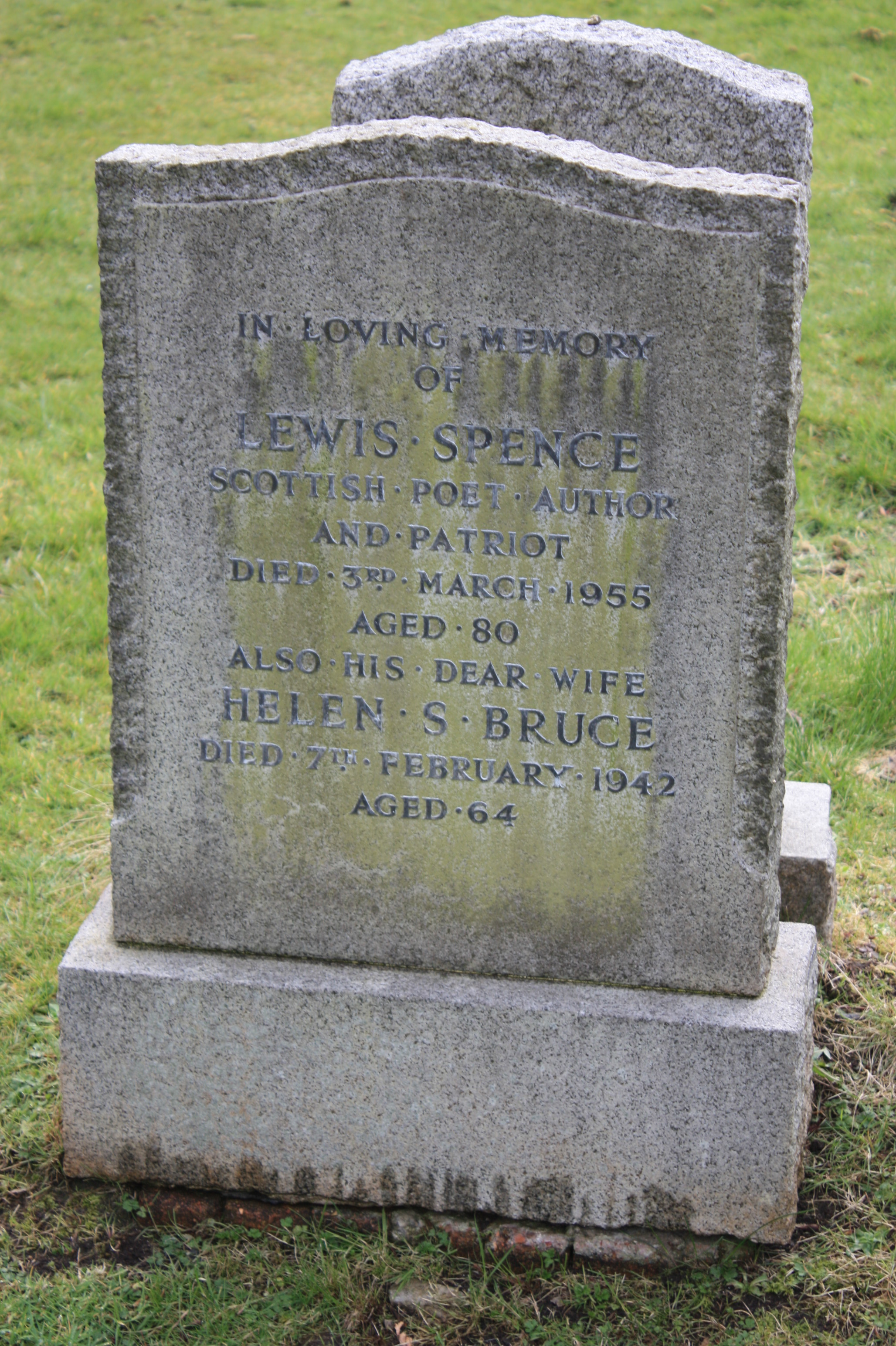
Das Grab von Lewis Spence auf dem Dean Cemetery bei Edinburgh

Nach dem Abschluss an der Edinburgh University verfolgte Lewis Spence eine Karriere als Journalist. 1899 heiratete er Helen Bruce. Er arbeitete als Redakteur für The Scotsman (1899–1906), daneben für The Edinburgh Magazine (1904–1905), und schließlich für The British Weekly (1906–1909). In dieser Zeit wurde sein Interesse von den Mythen und der Folklore Mexikos und des übrigen Mittelamerikas angeregt, was sich insbesondere in seiner populären Aufbereitung des heiligen Buches der Quiché Maya, Popol Vuh, äußerte, die im Jahr 1908 veröffentlicht wurde. Darüber hinaus stellte er ein Wörterbuch der Mythologie zusammen (Dictionary of Mythology, 1910). Nachfolgend wandte sich sein Interesse zunächst mehr der Kultur seiner Heimat zu, indem er die Folklore Schottlands untersuchte. Als erklärter schottischer Nationalist versuchte er 1929 ohne Erfolg bei einer Nachwahl im Wahlkreis Midlothian und Peebles Northern einen Parlaments-Sitz zu erringen.
Spence verfasste außerdem romantische Gedichte, die 1953 gesammelt herausgegeben wurden. Bereits 1905 hatte er über die britischen Riten und Traditionen in den Mysterien des keltischen Britannien geschrieben. In diesem Buch stellte Spence u. a. die Theorie auf, dass die ursprünglichen Briten Nachfahren von Bewohnern Nordafrikas seien und mit Sicherheit zu den Berbern und den Basken gehörten.
Sein Buch Occult Causes of the Present War (1940), in dem er u. a. ein „satanische[s] Element im Nazismus“ konstatierte, war eine der ersten Publikationen, die sich mit okkulten Aspekten des Nationalsozialismus befassten. Während seiner langen Laufbahn als Schriftsteller veröffentlichte Spence mehr als 40 Bücher, die zum Teil bis heute Neuauflagen erlebten. Darüber hinaus war er der Begründer des Scottish National Movement, das später zur National Party of Scotland wurde, die ihrerseits in die bis heute bestehende Scottish National Party mündete.

## Lewis Spence und Atlantis
Spences frühe Studien zur Mythologie und Kultur der Neuen Welt sowie seine Untersuchungen der kulturellen Ursprünge Westeuropas und des westlichen Nordafrika führten ihn auch zur Beschäftigung mit dem Atlantisproblem. Ab 1924 veröffentlichte er im Lauf der folgenden Jahrzehnte eine Reihe von Büchern, mit denen er u. a. ohne großen Erfolg versuchte, diesem in der universitären Forschung in Misskredit geratenen Thema wieder zu einer gewissen Reputation zu verhelfen, wogegen er mit ihnen einigen Einfluss auf die zeitgenössische und spätere Atlantisforschung ausübte. Zu diesem Themenfeld gab er auch die Zeitschrift Atlantis Quarterly heraus.
Spence griff bei der Entwicklung seiner interdisziplinär basierten Atlantis-Theorie u. a. Ideen von Ignatius Donnelly auf, die er vor dem Hintergrund neuerer wissenschaftlicher Erkenntnisse weiterentwickelte, wobei er die meisten historischen oder wissenschaftlichen Unglaubwürdigkeiten aus dem platonischen Bericht eliminierte. So kam er z. B. zu der Einschätzung, dass es sich bei dem von Platon erwähnten Krieg zwischen Athen und Atlantis vermutlich um eine Fiktion handele, und auch die metallurgischen Schilderungen im Atlantisbericht seien nicht haltbar, „da Metalle erst tausende von Jahren nach dem Verschwinden von Atlantis in Gebrauch kamen.“
Neben Robert Benjamin Stacy-Judd war Lewis Spence einer der ersten bekannten Autoren, welche die mythisch-legendäre Atlantier-Kultur explizit mit den kulturell hochstehenden, spätglazialen 'Steinzeit-Menschen' von Cro-Magnon in Verbindung brachten, als deren Ursprungsort er Atlantis ansah. Von dort aus sollen diese cro-magnoiden Atlantier in drei Wellen – der des Aurignacien, der des Magdalénien und des Azilien – nach Europa und Nordafrika eingewandert sein. In erdgeschichtlicher Hinsicht betrachtete er Atlantis als enorme, zentralatlantische Landmasse, deren kontinentaler Charakter bis ins Miozän hinein erhalten blieb – eine Vorstellung, die seinerzeit noch diskutabel war, heute allerdings als geologisch unhaltbar betrachtet wird. Gegen Ende dieser Periode habe, aufgrund vulkanischer und anderer Ereignisse, der Zerfall dieses Kontinents eingesetzt.
Nach Spence sollen im Verlauf dieses Zerfalls größere und kleinere Inseln sowie Archipele entstanden sein. Die beiden größten Kontinental-Relikte – Atlantis und Antillia – hätten sich in relativ geringer Entfernung vor dem Eingang zum Mittelmeer, und im Gebiet der heutigen Westindischen Inseln befunden. Diese zwei Großinseln sowie eine sie verbindende Inselkette hätten bis ins Pleistozän hinein existiert. Vor ca. 25.000 Jahren habe schließlich auch der Zerfall von Rest-Atlantis eingesetzt, welcher ungefähr 10.000 Jahre v. Chr. seinen katastrophischen Abschluss gefunden habe. Antillia existiere fragmentarisch noch immer in Form der Antillengruppe bzw. der Westindischen Inseln weiter.
Die Atlanter, die ihre kulturellen Spuren östlich und westlich des Atlantik hinterlassen hätten, sollen nach Spences Ansicht nicht die einzige hoch entwickelte Kultur der Vorzeit gewesen sein. So war er aufgrund seiner Studien (zirkum-)pazifischer Mythen und Legenden davon überzeugt, dass eine vergleichbare, auf heute versunkenen Landstrecken beheimatete, Ur-Kultur auch im 'Stillen Ozean' existiert habe, wobei er in diesem Zusammenhang nicht, wie etwa James Churchward, von 'Mu' sprach, sondern – ohne jeden Bezug zu theosophischen Lehren – von 'Lemuria'. Diesem Thema widmete er sich umfassend in seinem 1932 erschienenen Buch „The Problem of Lemuria“.

## Werke (Auswahl)
Antikes Britannien
- The Mysteries of Britain: Secret Rites and Traditions of Ancient Britain Restored, (1905, reprinted 1994) London: Senate. ISBN 1-85958-057-2
- The Magic Arts in Celtic Britain, (1949, Reprint 1999) Dover Publications, ISBN 0-486-40447-1
- Celtic Spells and Charms, (Reprint 2005) Kessinger Publishing ISBN 1-4253-1046-X
- The History and Origins of Druidism, 1949

Okkultismus
- An Encyclopaedia of Occultism: A compendium of information on the occult sciences, occult personalities, psychic science, magic, demonology, spiritism and mysticism, (1920, Reprinted 2003) Dover Publications, ISBN 0-486-42613-0
- Occult Causes of the Present War, (1940, Reprint 1997) Kessinger Publishing, ISBN 0-7661-0051-0
- Second Sight: Its History and Origins, Rider 1951

Atlantis und andere untergegangene Kulturen
- The Problem of Atlantis, London, 1924[8]
- Atlantis in America, London: Ernest Benn, 1925
- The History of Atlantis (1927, Reprinted 1995) Adventures Unlimited Press, ISBN 0-932813-28-3
- The Occult Sciences in Atlantis, (Reprinted 1976) Mokelumne Hill Press, ISBN 0-7873-1292-4
- The Problem of Lemuria: The Sunken Continent of the Pacific, London: Rider & Co., 1932
- Will Europe follow Atlantis?, London, 1942

Mythologie
- The Popul Vuh: The Mythic and Heroic Sagas of the Kiches of Central America, London, David Nutt, 1908
- A Dictionary of Mythology, 1910
- The Myths of Mexico and Peru (1914, Reprinted 1976) Longwood, ISBN 0-89341-031-4
- The Myths of the North American Indians, London: George G. Harrap & Co, 1914
- Myths and Legends of Babylonia and Assyria (New York:Stokes) 1917; (Reprint 1997) Kessinger Publishing, ISBN 1-56459-500-5
- The Legends and Romances of Spain ca. 1920
- An Introduction to Mythology George G. Harrap & Co., 1921
- The Gods of Mexico, Fisher Unwin Ltd., 1923
- The Mysteries of Egypt, or, The Secret Rites and Traditions of the Nile, 1929
- The Magic and Mysteries of Mexico, 1932
- Legends and Romances of Brittany, 1917
- The Minor Traditions of British Mythology, 1948, London: Rider & Co ISBN 978-0-405-08989-3, Reprinted 1972, Benjamin Blom, Inc ISBN 0-405-08989-9
- The Outlines of Mythology, 1944
- British Fairy Origins: The Genesis and Development of Fairy Legends in British Tradition, London: Watts & Co., 1946
- Fairy Tradition in Britain, (1948, Reprint 1997) Kessinger Publishing ISBN 1-56459-516-1
- Hero Tales and Legends of the Rhine
- Ancient Egyptian Myths and Legends, (Reprint 1990) Dover, ISBN 0-486-26525-0
- Scottish Ghosts and Goblins, 1952

Gedichte
- Collected Poems of Lewis Spence, 1953